# Гленн Гансен
Гленн Р. Гансен (англ. Glenn R. Hansen, нар. 21 квітня 1952, Девілс-Лейк, Північна Дакота, США) — американський професіональний баскетболіст, що грав на позиції атакувального захисника за декілька команд НБА.

## Ігрова кар'єра
На університетському рівні грав за команду Юта Стейт (1971–1972) та ЛСУ (1973–1975). 
1975 року був обраний у другому раунді драфту НБА під загальним 31-м номером командою «Канзас-Сіті Кінгс». Професіональну кар'єру розпочав 1975 року виступами за тих же «Канзас-Сіті Кінгс». Захищав кольори команди з Канзас-Сіті протягом наступних 2 сезонів.
Частину 1977 року також грав у складі «Чикаго Буллз».
Останньою ж командою в кар'єрі гравця стала «Канзас-Сіті Кінгс», до складу якої він повернувся 1978 року і за яку відіграв лише частину сезону.